# Mwari
Mwari aussi nommé Musikavanhu, Musiki, Tenzi et Ishe, appelé Mlimo en sindébébé,, est la Créatrice Suprême dans la religion des Shona. Mwari est la créatrice de toutes choses et de toutes vies et tout est en elle, c'est un être omnipotent qui règne sur les esprits et elle est la Déesse suprême de la religion. Comme classiquement dans les religions traditionnelles africaines, Mwari est vénérée par l'intermédiaire d'esprits médiateurs qui sont inspirés par elle et qui servent d'intermédiaires pour délivrer ses messages et ses conseils. Son culte remonte à l'ancien empire du Monomotapa.
La majorité des croyants en Mwari se trouvent au Mozambique, en Afrique du Sud et au Zimbabwe.

## Étymologie
Le terme mwari en shona connote la force qui se trouve derrière la Création. Le mot lui-même est interprété comme signifiant « Dieu », mais uniquement dans un contexte religieux. Cette acception proviendrait des missionnaires chrétiens qui, lorsqu'ils interprètent la Bible pour les populations concernées, utilisent le mot « mwari » pour traduire celui de « dieu ». Sous l'influence missionnaire, Mwari, en principe déité féminine, tend à être assimilée au Dieu masculin des chrétiens ou bien est considéré(e) comme transcendant les genres,,.

## Histoire
Ce sont les Bantous qui apportent le monothéisme dans les religions traditionnelles de l'Afrique australe. Le premier endroit où Mwari est reconnue largement est l'empire du Monomotapa et l'empire rozvi,. On pense qu'il existe des traces de l'incorporation du culte de Mwari dans la religion shona dans le complexe du Grand Zimbabwe. Au xixe siècle, Mwari est fréquemment invoquée par les médiums des monts Matobo qui jouent un rôle important dans la Seconde Guerre ndébélé.
En 1897, les missionnaires chrétiens commencent à traduire la Bible en langue shona. Ils traduisent le nom du dieu biblique par « mwari ». Dora Rudo Mbuwayesango appelle cela « une usurpation de la  réalité religieuse des Shona […] Les représentations de Dieu dans les traditions orales shona sont primitives et non-civilisées, c'est pourquoi la représentation biblique de Dieu est considérée [par les missionnaires] comme un moyen civilisé de parler de la divinité shona nommée « Mwari ». »

## Caractéristiques
Mwari est une déesse bonne et aimante. Elle est la déesse de la création mais aussi celle de la fertilité agricole et des pluies bénies. Elle est celle qui contrôle les forces sur Terre, depuis les voyages sans difficulté jusqu'aux grands événements sociaux et politiques. Bien que les Shona et Ndébélé prient parfois Mwari directement, le plus courant est de passer par l'intermédiaire des médiums et des esprits. Dans le nord du Zimbabwe on utilise l'invocation des esprits par le truchement des médiums, ailleurs Mwari s'adresse aux vivants par l'intermédiaire d'oracles.